# Liste der Isotope/ab Ordnungszahl 101
Liste der Isotope ist die Übersichtsseite, um komfortabel auf alle Elemente zugreifen zu können. Dort wird auch der Aufbau erklärt und die Legende zur Tabelle ist auch dort zu finden. Zerfallsenergien wurden mit den angegebenen Massen und dem Masse-Energie-Äquivalent von {\displaystyle \textstyle \Delta m=931{,}4940954{\frac {\mathrm {MeV} }{\mathrm {u} }}} neu berechnet.

## 101Mendelevium
| Isotop  | Halbwertszeit | Zerfallsenergie (MeV) | Spin / Parität | Zerfallsart(en) (%)                        | Masse (u) |
| ------- | ------------- | --------------------- | -------------- | ------------------------------------------ | --------- |
| 244Md   | 0,39 s        |                       |                | α                                          |           |
| 245Md   | 0,35 s        |                       | (7/2)          | α                                          |           |
| 246Md   | 0,9 s         |                       |                | α                                          |           |
| 247Md   | 1,22 s        | 8,82 (α)              | (7/2)          | α = 99,9                                   |           |
| 247m1Md | 0,25 s        | 0,25                  | (1/2−)         | α = 79, SF = 21                            |           |
| 248Md   | 13 s          | 5,25 (ε), 8,7 (α)     | (7/2)          | α = 60, ε = 40, SF < 0,05                  |           |
| 248m1Md | 1,9 s         |                       | (7/2)          | α?                                         |           |
| 249Md   | 21,7 s        | 3,7 (ε), 8,46 (α)     |                | α = 60, ε = 40,                            |           |
| 250Md   | 25 s          | 4,6 (ε), 8,31 (α)     |                | ε = 93, α = 7, SF = 0,02                   |           |
| 251Md   | 4,0 min       | 3,07 (ε), 8,02 (α)    |                | ε > 90, α < 10                             |           |
| 252Md   | 2,3 min       | 3,89 (ε)              |                | ε > 50, α < 50                             |           |
| 253Md   | 6 min         | 1,96 (εβ+)            |                | εβ+                                        |           |
| 254Md   | 10 min        | 2,68                  |                | ε < 100                                    |           |
| 254m1Md | 28 min        |                       |                | ε < 100                                    |           |
| 255Md   | 27 min        | 1,043 (ε), 7,907 (α)  | (7/2−)         | ε = 92, α = 8, SF < 1,4                    |           |
| 256Md   | 78,1 min      | 2,13 (ε), 7,897 (α)   | (0−, 1−)       | ε = 90,7, α = 9,3, SF < 2,8                |           |
| 257Md   | 5,52 h        | 0,406 (ε), 7,271 (α)  | (7/2−)         | ε = 85, α = 15, SF < 1                     |           |
| 258Md   | 51,5 d        | 7,271 (α), 1,23 (ε)   | (8−)           | α ≈ 100, SF < 0,003, β− < 0,003, ε < 0,003 |           |
| 258m1Md | 57,0 min      | 1,23 (ε), 7,271 (α)   | (1−)           | ε > 70, SF < 30, α < 1,2, β− < 30          |           |
| 259Md   | 96 min        | 7,1 (α)               | (7/2−)         | SF ≈ 100, α < 1,3                          |           |
| 260Md   | 27,8 d        | 7,0 (α), 1,0 (β−)     |                | SF > 73, α < 25, β− < 10                   |           |

## 102Nobelium
| Isotop  | Halbwertszeit | Zerfallsenergie (MeV) | Spin / Parität | Zerfallsart(en) (%)                                       | Masse (u) |
| ------- | ------------- | --------------------- | -------------- | --------------------------------------------------------- | --------- |
| 250No   | 0,25 ms       | 9,0 (α)               | 0+             | SF ≈ 100, α ≈ 0,05                                        |           |
| 251No   | 0,8 s         | 8,89 (α), 3,78 (ε)    |                | α ≈ 100, ε ≈ 1, SF < 8                                    |           |
| 252No   | 2,30 s        | 8,549 (α)             | 0+             | α = 73,1, SF = 26,9                                       |           |
| 253No   | 1,7 min       | 8,44 (α), 3,2 (ε)     | (9/2−)         | α ≈ 80, ε ≈ 20                                            |           |
| 254No   | 55 s          | 8,226 (α), 1,14 (ε)   | 0+             | α ≈ 100, ε = 10, SF = 0,17                                |           |
| 254m1No | 0,28 s        | 0,50 (IT)             |                | IT > 80                                                   |           |
| 255No   | 3,1 min       | 8,445 (α), 2,012 (ε)  | (1/2+)         | α = 61,4, ε = 38,6                                        |           |
| 256No   | 2,91 s        | 8,581 (α)             | 0+             | α ≈ 100, SF = 0,53{\displaystyle \left.^{+8}_{-4}\right.} |           |
| 257No   | 25 s          | 8,45 (α)              | (7/2+)         | α ≈ 100                                                   |           |
| 258No   | 1,2 ms        | 8,2 (α)               | 0+             | SF ≈ 100, α ≈ 1·10−3                                      |           |
| 259No   | 58 min        | 7,91 (α), 0,5 (ε)     | (9/2+)         | α ≈ 100, ε = 25, SF < 10                                  |           |
| 260No   | 106 ms        |                       | 0+             | SF                                                        |           |
| 261No   |               |                       |                |                                                           |           |
| 262No   | 5 ms          |                       | 0+             | SF = ?                                                    |           |

## 103Lawrencium
| Isotop  | Halbwertszeit | Zerfallsenergie (MeV) | Spin / Parität | Zerfallsart(en) (%)        | Masse (u) |
| ------- | ------------- | --------------------- | -------------- | -------------------------- | --------- |
| 252Lr   | 0,4 s         | 9,15                  |                | α ≈ 100                    |           |
| 253Lr   | 0,6 s         | 8,99 (α)              |                | α > 80, SF < 20            |           |
| 253m1Lr | 1,5 s         | 8,99 (α), 4,3 (ε)     |                | α = 98, ε ≈ 1, SF < 1      |           |
| 254Lr   | 13 s          | 8,75 (α), 5,2 (ε)     |                | α = 78, ε = 22, SF < 0,16  |           |
| 255Lr   | 22 s          | 8,62 (α), 3,24 (ε)    |                | α = 85, ε < 30, SF < 0,10  |           |
| 256Lr   | 28 s          | 8,88 (α), 4,19 (ε)    |                | α > 80, ε < 20, SF < 0,026 |           |
| 257Lr   | 0,646 s       | 9,01 (α)              | (9/2+)         | α ≈ 100, SF < 6,5·10−4     |           |
| 258Lr   | 3,9 s         | 8,90 (α), 3,38 (ε)    |                | α > 95, ε < 5, SF < 5      |           |
| 259Lr   | 6,3 s         | 8,67 (α), 1,81 (ε)    |                | α = 77, SF = 23, ε < 0,5   |           |
| 260Lr   | 180 s         | 8,31 (α), 2,74 (ε)    |                | α = 75, ε = 25             |           |
| 261Lr   | 39 min        |                       |                | SF < 100                   |           |
| 262Lr   | 216 min       | 2,1 (ε)               |                | ε > 10, SF < 10            |           |

## 104Rutherfordium
| Isotop  | Halbwertszeit | Zerfallsenergie (MeV) | Spin / Parität | Zerfallsart(en) (%)                                                                                  | Masse (u) |
| ------- | ------------- | --------------------- | -------------- | --- | --------- |
| 253Rf   | 1,8 s         | 9,5 (α)               |                | SF ≈ 50, α ≈ 50                                                                                      |           |
| 253m1Rf | 48 µs         |                       |                | SF ≈ 100                                                                                             |           |
| 254Rf   | 0,5 ms        | 9,3 (α)               | 0+             | SF = 100, α ≈ 0,3                                                                                    |           |
| 254m1Rf | 22,3 µs       |                       |                | SF ≈ 100                                                                                             |           |
| 255Rf   | 1,5 s         | 9,3 (α)               | (9/2−)         | SF = 52, α = 48                                                                                      |           |
| 256Rf   | 6,7 ms        | 8,952 (α)             | 0+             | SF = 97,8{\displaystyle \left.^{+18}_{-73}\right.}, α = 2,2{\displaystyle \left.^{+73}_{-18}\right.} |           |
| 257Rf   | 4,7 s         | 9,25 (α), 3,4 (ε)     | (7/2+)         | α ≈ 79,6, ε = 18, SF = 2,4                                                                           |           |
| 258Rf   | 12 ms         | 9,25 (α)              | 0+             | SF ≈ 87, α ≈ 13                                                                                      |           |
| 259Rf   | 3,1 s         | 9,11 (α)              |                | α ≈ 93, SF = 7, ε ≈ 0,3                                                                              |           |
| 260Rf   | 20,1 ms       | 9,00 (α), 2,45 (ε)    | 0+             | SF                                                                                                   |           |
| 261Rf   | 4,2 s         | 8,81 (α), 1,8 (ε)     |                | α > 80, SF < 10, ε < 10                                                                              |           |
| 261m1Rf | 78 s          |                       |                | α ≈ 100                                                                                              |           |
| 262Rf   | 2,1 s         |                       | 0+             | SF                                                                                                   |           |
| 262m1Rf | 47 ms         |                       | (2+)           | |           |
| 263Rf   | 15 min        |                       |                | SF                                                                                                   |           |
| 267Rf   | 1,3 h         |                       |                | SF                                                                                                   |           |
| 268Rf   |               |                       | 0+             | SF                                                                                                   |           |

## 105Dubnium
| Isotop  | Halbwertszeit | Zerfallsenergie (MeV) | Spin / Parität | Zerfallsart(en) (%)                                                                                   | Masse (u) |
| ------- | ------------- | --------------------- | -------------- | --- | --------- |
| 255Db   | 1,6 s         | 9,6 (α)               |                | α > 47, SF < 53                                                                                       |           |
| 256Db   | 2,6 s         | 9,5 (α)               |                | SF < 40, α ≈ 70, ε ≈ 10                                                                               |           |
| 257Db   | 1,3 s         | 9,31 (α), 4,3 (ε)     |                | α = 82, SF = 17, ε = 1                                                                                |           |
| 257m1Db | 0,8 s         |                       |                | α ≈ 100                                                                                               |           |
| 258Db   | 4,4 s         | 9,55 (α), 5,5 (ε)     |                | α = 67{\displaystyle \left.^{+5}_{-6}\right.}, ε = 33{\displaystyle \left.^{+9}_{-5}\right.}, SF < 34 |           |
| 258m1Db | 20 s          |                       |                | ε ≈ 100                                                                                               |           |
| 259Db   | 0,51 s        |                       |                | α ≈ 100                                                                                               |           |
| 260Db   | 1,52 s        | 9,37 (α), 4,6 (ε)     |                | α > 90,4, SF ≈ 9,6, ε < 2,5                                                                           |           |
| 261Db   | 1,8 s         | 9,27 (α)              |                | α > 50, SF < 50                                                                                       |           |
| 262Db   | 34 s          | 9,21 (α), 4,0 (ε)     |                | α ≈ 64, SF ≈ 33, ε ≈ 3                                                                                |           |
| 263Db   | 27 s          | 9,03 (α)              |                | SF = 57, α = 43                                                                                       |           |
| 267Db   | 1,2 h         |                       |                | SF ≈ 100                                                                                              |           |
| 268Db   | 16 h          |                       |                | SF ≈ 100                                                                                              |           |

## 106Seaborgium
| Isotop  | Halbwertszeit | Zerfallsenergie (MeV) | Spin / Parität | Zerfallsart(en) (%)                                                                               | Masse (u) |
| ------- | ------------- | --------------------- | -------------- | ------------------------------------------------------------------------------------------------- | --------- |
| 258Sg   | 2,9 ms        |                       | 0+             | SF                                                                                                |           |
| 259Sg   | 0,48 s        | 9,87 (α)              | (1/2+)         | α = 90, SF < 20                                                                                   |           |
| 260Sg   | 3,6 ms        | 9,92 (α)              | 0+             | α = 50{\displaystyle \left.^{+30}_{-20}\right.}, SF = 50{\displaystyle \left.^{+20}_{-30}\right.} |           |
| 261Sg   | 0,23 s        | 9,81 (α)              |                | α = 95, SF < 10                                                                                   |           |
| 262Sg   | 6,9 ms        |                       | 0+             | SF                                                                                                |           |
| 263Sg   | 0,8 s         | 9,59 (α)              |                | SF ≈ 70, α ≈ 30                                                                                   |           |
| 263m1Sg | 0,31 s        |                       | (9/2+)         | α ≈ 100                                                                                           |           |
| 264Sg   |               |                       | 0+             |                                                                                                   |           |
| 265Sg   | 10 s          | 9,2 (α)               | (1/2+)         | α > 50, SF < 50                                                                                   |           |
| 266Sg   | 21 s          | 9,1 (α)               | 0+             | α = 50, SF = 50                                                                                   |           |
| 271Sg   | 2,4 min       |                       |                | α > 50, SF < 50                                                                                   |           |

## 107Bohrium
| Isotop  | Halbwertszeit                                           | Zerfallsenergie (MeV) | Spin / Parität | Zerfallsart(en) (%) | Masse (u) |
| ------- | ------------------------------------------------------- | --------------------- | -------------- | ------------------- | --------- |
| 260Bh   |                                                         | 10,0                  |                | α = ?               |           |
| 261Bh   | 11,8 ms                                                 | 10,56 (α)             |                | α = 95, SF < 10     |           |
| 262Bh   | 102 ms                                                  | 10,42 (α)             |                | α > 80, SF < 20     |           |
| 262m1Bh | 8,0 ms                                                  |                       |                | α > 70, SF < 30     |           |
| 263Bh   |                                                         |                       |                |                     |           |
| 264Bh   | 0,44 s                                                  |                       |                | α                   |           |
| 265Bh   | 0,94{\displaystyle \left.^{+0{,}70}_{-0{,}31}\right.} s | 9,24 ± 0,05 (α)       |                | α                   |           |
| 266Bh   | 1,7 s                                                   |                       |                | α                   |           |
| 267Bh   | 17 s                                                    |                       |                | α                   |           |
| 271Bh   |                                                         |                       |                | α                   |           |
| 272Bh   | 9,8 s                                                   |                       |                | α                   |           |

## 108Hassium
| Isotop  | Halbwertszeit | Zerfallsenergie (MeV) | Spin / Parität | Zerfallsart(en) (%) | Masse (u) |
| ------- | ------------- | --------------------- | -------------- | ------------------- | --------- |
| 263Hs   | 1 ms          | 10,73 (α), 5,18 (ε)   | 7/2+           | α ≈ 100, SF         | 263,12848 |
| 264Hs   | ≈800 µs       | 10,59 (α), 3,51 (ε)   | 0+             | α ≈ 50, SF ≈ 50     | 264,12836 |
| 265Hs   | 2 ms          | 10,47 (α)             | (9/2+)         | α ≈ 100, SF ≤ 1     | 265,12979 |
| 265m1Hs | 750 µs        |                       | (1/2+)         | α ≈ 100, SF ≤ 1     |           |
| 266Hs   | 2,3 ms        | 10,346 (α)            | 0+             | α ≈ 100, SF ≤ 1     | 266,13005 |
| 267Hs   | 52 ms         | 10,038 (α)            | (9/2+)         | α ≥ 80, SF < 20     | 267,13167 |
| 267mHs  | 800 ms        |                       |                | α                   |           |
| 268Hs   | 2 s           | 9,897 (α)             | 0+             | α ≈ 100, SF > 0     | 268,13216 |
| 269Hs   | 9,7 s         | 9,340 (α)             | (3/2+)         | α ≈ 100             | 269,13372 |
| 270Hs   | 3,6 s         | 9,070 (α)             | 0+             | α ≈ 100             | 270,13431 |
| 271Hs   | 40 s          | 9,9 (α)               | (3/2+)         | α, SF               | 271.13766 |
| 273Hs   | 760 ms        | 9,70 (α)              |                | α ≈ 100             | 273,14159 |
| 275Hs   | 0,15 s        | 9,44 (α)              | (3/2+)         | α ≈ 100             | 275,14667 |
| 277Hs   | 3 ms          | 9,05 (α)              | (3/2+)         | SF ≈ 100            | 277,15190 |
| 277mHs  | 34 s          |                       |                | SF ≈ 100            |           |
| 278Hs   | 2 s           | ?                     | 0+             | SF                  |           |

## 109Meitnerium
| Isotop | Halbwertszeit | Zerfallsenergie (MeV) | Zerfallsart(en) (%) | Masse (u) |
| ------ | ------------- | --------------------- | ------------------- | --------- |
| 265Mt  | —             | —                     |                     |           |
| 266Mt  | 2,1 ms        |                       | α ≈ 75, SF ≈ 25     |           |
| 267Mt  | —             | —                     |                     |           |
| 268Mt  | 21 ms         |                       | α                   |           |
| 269Mt  | —             | —                     |                     |           |
| 270Mt  | 0,48 s        |                       | α                   |           |
| 271Mt  | —             | —                     |                     |           |
| 272Mt  | —             | —                     |                     |           |
| 273Mt  | —             | —                     |                     |           |
| 274Mt  | 0,44 s        |                       | α                   |           |
| 275Mt  | 20 ms         |                       | α                   |           |
| 276Mt  | 0,62 s        |                       | α                   |           |
| 277Mt  | 3,9 ms        |                       | SF                  |           |
| 278Mt  | 4,5 s         |                       | α                   |           |
| 279Mt  | —             | —                     |                     |           |
| 280Mt  | —             | —                     |                     |           |
| 281Mt  | —             | —                     |                     |           |
| 282Mt  | —             | —                     |                     |           |

## 110Darmstadtium
| Isotop  | Halbwertszeit | Zerfallsenergie (MeV) | Spin / Parität | Zerfallsart(en) (%) | Masse (u) |
| ------- | ------------- | --------------------- | -------------- | ------------------- | --------- |
| 267Ds   | 2,8 µs        | 12,3                  | (11/2−)        | α                   |           |
| 268Ds   |               |                       | 0+             |                     |           |
| 269Ds   | 179 µs        | 11,6                  | (3/2+)         | α                   |           |
| 270Ds   | 6,0 ms        | 11,2                  | 0+             | α = 99,9, SF = 0,1  |           |
| 270m1Ds | 100 µs        |                       |                | α                   |           |
| 271Ds   | 56 ms         | 10,9                  | (3/2+)         | α                   |           |
| 271m1Ds | 1,1 ms        |                       | (9/2+)         | α                   |           |
| 272Ds   |               |                       | 0+             |                     |           |
| 273Ds   | 170 µs        | 11,4                  | (3/2+)         | α                   |           |
| 273m1Ds | 120 ms        |                       | (13/2−)        | α                   |           |
| 279Ds   | 180 ms        | 9,6                   | (7/2+)         | SF ≈ 90, α ≈ 10     |           |
| 280Ds   | 11 s          | 9,3                   | 0+             | α                   |           |
| 281Ds   | 9,6 s         | 9,0                   | (3/2+)         | SF ≈ 100, α > 0     |           |
| 282Ds   | 66 s          |                       | 0+             | α                   |           |

## 111Roentgenium
| Isotop | Halbwertszeit | Zerfallsenergie (MeV) | Spin / Parität | Zerfallsart(en) (%) | Masse (u) |
| ------ | ------------- | --------------------- | -------------- | ------------------- | --------- |
| 272Rg  | 3,8 ms        | 11,44                 | (5+, 6+)       | α                   |           |
| 274Rg  | 6,4 ms        | 11,6                  |                | α                   |           |
| 278Rg  | 4,2 ms        | 10,7                  |                | α ≈ 100, SF > 0     |           |
| 279Rg  | 170 ms        | 10,5                  |                | α                   |           |
| 280Rg  | 3,6 s         | 10,0                  |                | α                   |           |
| 281Rg  | 1 min         |                       |                | SF                  |           |
| 282Rg  | 4 min         | 9,4                   |                | α, SF               |           |

## 112Copernicium
| Isotop | Halbwertszeit | Zerfallsenergie (MeV) | Spin / Parität | Zerfallsart(en) (%) | Masse (u) |
| ------ | ------------- | --------------------- | -------------- | ------------------- | --------- |
| 277Cn  | 0,69 ms       | 11,62                 | (3/2+)         | α ≈ 100, SF > 0     |           |
| 278Cn  | 10 ms         | 11,38                 | 0+             | α, SF               |           |
| 279Cn  | 100 ms        | 10,96                 |                | α, SF               |           |
| 280Cn  | 1 s           | 10,62                 | 0+             | α, SF               |           |
| 281Cn  | 10 s          | 10,29                 | (3/2+)         | α, SF               |           |
| 282Cn  | 0,05 ms       |                       | 0+             | SF                  |           |
| 283Cn  | 4 s           | 9,62 (α)              |                | α > 90, SF < 10     |           |
| 284Cn  | 101 ms        |                       | 0+             | SF                  |           |
| 285Cn  | 34 s          | 8,79                  |                | α                   |           |

## 113Nihonium
| Isotop | Halbwertszeit | Zerfallsenergie (MeV) | Spin / Parität | Zerfallsart(en) (%) | Masse (u) |
| ------ | ------------- | --------------------- | -------------- | ------------------- | --------- |
| 278Nh  | 0,24 ms       | 11,8                  | 0              | α                   |           |
| 282Nh  | 73 ms         | 10,0                  |                | α                   |           |
| 283Nh  | 100 ms        | 10,6                  |                | α                   |           |
| 284Nh  | 0,48 s        | 10,3                  |                | α                   |           |
| 285Nh  | 2,1 s         | 10,0                  |                | α, SF               |           |
| 286Nh  | 9,5 s         | 9,7                   | 0              | α ≈ 100, SF >0      |           |
| 287Nh  | 5,5 s         | 9,3                   |                | α, SF               |           |

## 114Flerovium
| Isotop | Halbwertszeit | Zerfallsenergie (MeV) | Spin / Parität | Zerfallsart(en) (%) | Masse (u) |
| ------ | ------------- | --------------------- | -------------- | ------------------- | --------- |
| 285Fl  | 5 s           | 11 (α)                | (3/2+)         | α, SF               |           |
| 286Fl  | 0,16 s        | 10,7 (α)              | 0+             | α ≈ 40, SF ≈ 60     |           |
| 287Fl  | 0,51 s        | 10,44                 | (3/2+)         | α                   |           |
| 288Fl  | 0,8 s         | 9,97                  | 0+             | α                   |           |
| 289Fl  | 2,7 s         | 9,85                  | (3/2+)         | α                   |           |

## 115Moscovium
| Isotop | Halbwertszeit | Zerfallsenergie (MeV) | Spin / Parität | Zerfallsart(en) (%) | Masse (u) |
| ------ | ------------- | --------------------- | -------------- | ------------------- | --------- |
| 287Mc  | 32 ms         | 11,3 (α)              |                | α                   |           |
| 288Mc  | 87 ms         | 11,0 (α)              |                | α                   |           |
| 289Mc  | 220 ms        | 10,6 (α)              |                | α ≈ 100, SF >0      |           |
| 290Mc  | 16 ms         | 10,3 (α)              |                | SF ≈ 100, α >0      |           |

## 116Livermorium
| Isotop | Halbwertszeit | Zerfallsenergie (MeV) | Spin / Parität | Zerfallsart(en) (%) | Masse (u) |
| ------ | ------------- | --------------------- | -------------- | ------------------- | --------- |
| 290Lv  | 15 ms         | 11,0                  | 0+             | α                   |           |
| 291Lv  | 6,3 ms        | 10,89                 |                | α                   |           |
| 292Lv  | 18 ms         | 10,8                  | 0+             | α                   |           |
| 293Lv  | 53 ms         | 10,67                 |                | α                   |           |

## 117Tenness
| Isotop | Halbwertszeit | Zerfallsenergie (MeV) | Spin / Parität | Zerfallsart(en) (%) | Masse (u) |
| ------ | ------------- | --------------------- | -------------- | ------------------- | --------- |
| 291Ts  | 10 ms         | 11,9 (α)              |                | α, SF               |           |
| 292Ts  | 50 ms         | 11,6 (α)              |                | α, SF               |           |
| 293Ts  | 14 ms         | 11,03 (α)             |                | α                   |           |
| 294Ts  | 78 ms         | 10,81 (α)             |                | α, SF               |           |

## 118Oganesson
| Isotop | Halbwertszeit | Zerfallsenergie (MeV) | Spin / Parität | Zerfallsart(en) (%) | Masse (u) |
| ------ | ------------- | --------------------- | -------------- | ------------------- | --------- |
| 294Og  | 0,89 ms       | 11,65 (α)             | 0+             | α                   |           |